# Acorn A7000

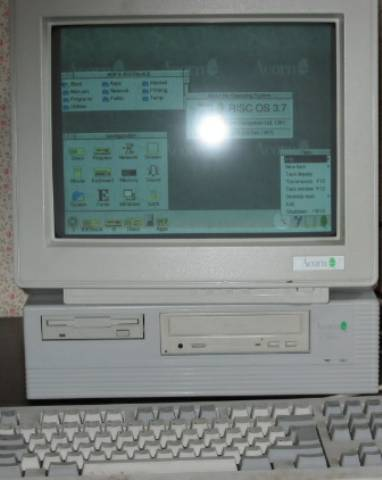
Un Castle A7000+ Odyssey

L'A7000 e l'A7000+ erano computer di tipo entry level della Acorn Computers basati sull'architettura Risc PC. Lanciati nel 1995, essi rimpiazzarono alcuni dei modelli che erano nella fascia dello Acorn Archimedes. Dopo il fallimento della Acorn Computers nel 1998, Castle Technology acquistò i diritti per continuare la produzione del A7000+.

## Specifiche e dettagli tecnici
- Memoria: 4 MB (8 MB A7000+) montati sulla scheda madre e uno slot SIMM che supporta al massimo 132 MB di memoria (136 MB A7000+).
- Sottosistema video: controller VIDC20 integrato nel core dell'ARM7500; la memoria video è condivisa con la memoria principale.
- Espansioni: supporto di schede esterne di dimensioni Eurocard attraverso un rack in comune con le macchine della serie Archimedes.
- Case: un alloggiamento da 3.5 pollici e uno da 5.25 pollici per il CDROM. Notare che solo un CDROM/DVDROM o un modulo Eurocard interno potevano trovar posto nell'alloggiamento.
- Porte: Seriale, parallela, tastiera PS/2, mouse PS/2, uscita audio per cuffie, VGA DE15, rete (opzionale).
- CPU: A7000, ARM7500 con clock a 32 MHz. A7000+, ARM7500FE, con unità in virgola mobile in hardware, con clock a 48 MHz o 56 MHz (Castle A7000+).
- Dimensioni, AxLxP: 102 x 357 x 283 mm (presi dal pdf delle caratteristiche dell'Acorn A7000)
- Sistema operativo: RISC OS 3.60 (A7000), RISC OS 3.71 (A7000+). Il RISC OS 4 è disponibile come rimpiazzo nella versione implementata da Acorn, che venne poi adottato come standard.

## Pietre Miliari
1995 - Lancio dell'A7000, che proponeva il processore ARM7500 a 32 MHz.

1997 - Lancio dell'A7000+, che proponeva il processore ARM7500FE a 48 MHz.

1998 - Acorn Computers fallisce e Castle Technology compra i diritti per continuare la produzione dell'A7000+.